# 페르디난도 4세 디 토스카나 대공

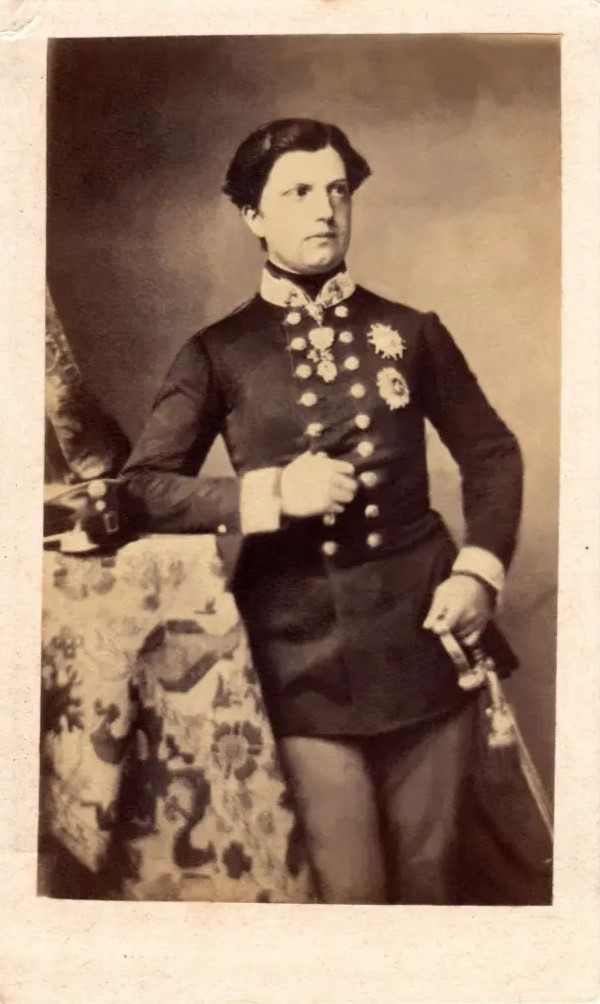
페르디난도 4세

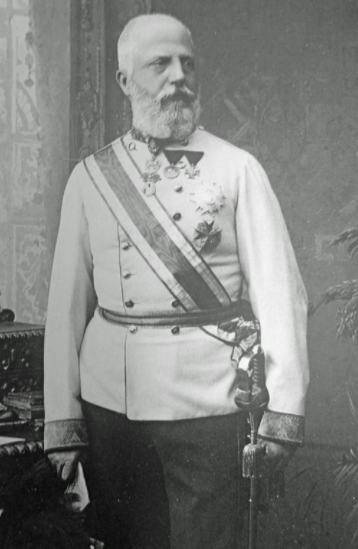
말년의 페르디난도

페르디난도 4세 디 토스카나(Ferdinando IV di Toscana)는 토스카나의 대공이자 대공위요구자이다. 본명은 페르디난도 살바토레 마리아 주세페 조반 바티스타 프란체스코 루이지 곤차가 라파엘로 라니에리 제나로(Ferdinando Salvatore Maria Giuseppe Giovan Battista Francesco Luigi Gonzaga Raffaello Ranieri Gennaro).